# 維斯米倫山
47°1′32.9″N 9°13′48.3″E / 47.025806°N 9.230083°E

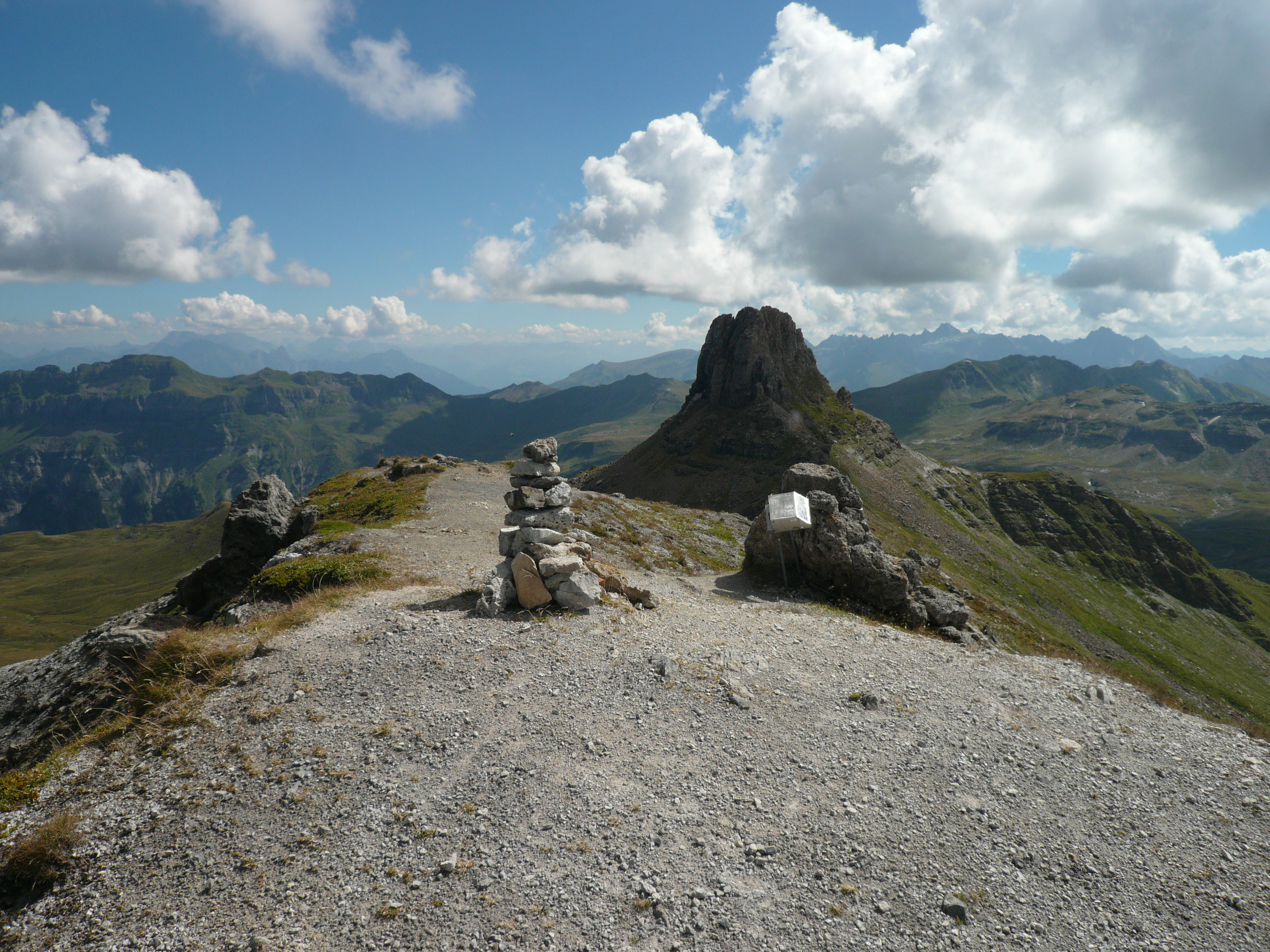

維斯米倫山（Wissmilen），是瑞士的山峰，位於該國東部，處於格拉魯斯州和聖加侖州接壤的邊界，距離伯爾尼140公里，海拔高度2,483米，每年平均降雨量1,929毫米。